# Huiyuan Juice
Huiyuan Juice est une entreprise agroalimentaire chinoise, spécialisé dans les boissons non-alcoolisés et notamment les jus. 
1. ↑  « https://www.hkex.com.hk/eng/invest/company/profile_page_e.asp?WidCoID=1886&WidCoAbbName=&Month=&langcode=e »